# Kalter Hund
Kalter Hund ist eine Süßspeise. Andere Bezeichnungen sind etwa Lukullus, Kalte Pracht, Kekstorte, Kellerkuchen, Kalte Torte, Kalte Schnauze, Schwarzer Peter, Schwarzer Hund, Kalter Igel, Keksmauer, Eishundkuchen, Wandsbeker Speck, Timmer Stollen oder Schichtschoki. In der Schweiz heißt der Kuchen auch Zebrakuchen oder Schitterbiig.

## Beschreibung
Die Süßspeise besteht aus in Kakao-Kokosfett-Creme aufgeschichteten Butterkeksen und wird hergestellt, indem in einer Kastenform nacheinander die Keks-Schichten ausgelegt und anschließend jeweils mit Kakaocreme bestrichen werden. Anstelle der ursprünglichen Version mit dem heutzutage umstrittenen Kokosfett wird Kalter Hund inzwischen auch immer häufiger mit Kuvertüre und Sahne zubereitet.
Die Geschichte dieses „Kuchens ohne Backen“ lässt sich bis ins frühe 20. Jahrhundert zurückverfolgen; die Firma Bahlsen gab in den 1920er-Jahren ein Rezept für einen „Schokoladenkuchen aus Leibniz-Keks“ heraus. Heute wird in Westdeutschland der Kuchen aber vor allem mit der Küche der deutschen Wirtschaftswunderzeit assoziiert.
In Italien ist eine ähnliche Speise unter dem Namen salame di cioccolato (Schokoladensalami) oder Salame turco („Türkische Salami“), in Griechenland als Mosaïkó („Mosaik[kuchen]“) bekannt. In Dänemark nennt man ihn Kiksekage („Kekskuchen“), in Norwegen Delfiakake („Delfia-Kuchen“) nach einer Markenbezeichnung von Kokosfett. In Großbritannien gibt es den chocolate biscuit cake, der meist eine runde Form hat und aus zerbröckelten Tea Biscuits hergestellt wird. Wegen seiner Form sowie seiner Struktur nach dem Anschneiden wird das Schokodessert der Schweiz auch Ziegelstein genannt; hier werden jedoch anstelle von Butterkeksen meist Löffelbiskuits verwendet.
Der Weltrekord für den längsten Kalten Hund liegt bei 994,9 Metern. Er wurde im Oktober 2019 in Ronneburg aufgestellt. Dabei wurden rund 93.000 Kekse verwendet.

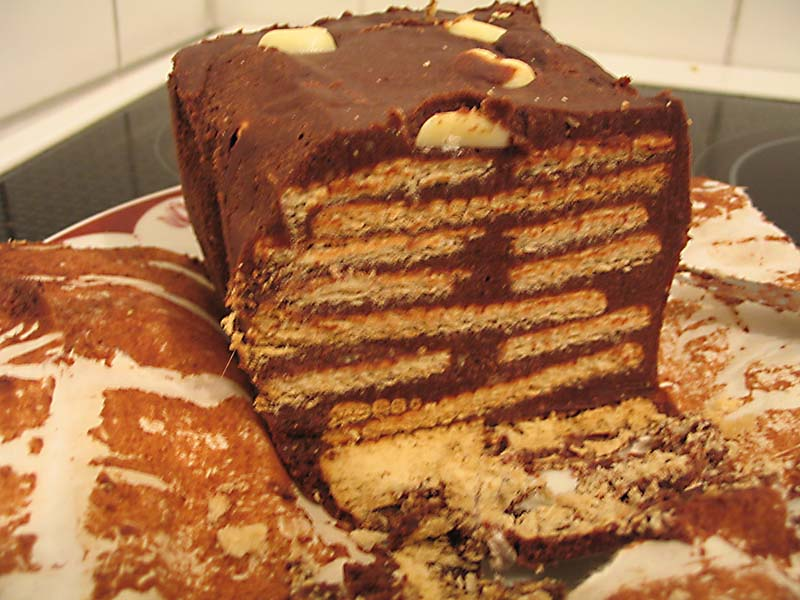
Kalter Hund
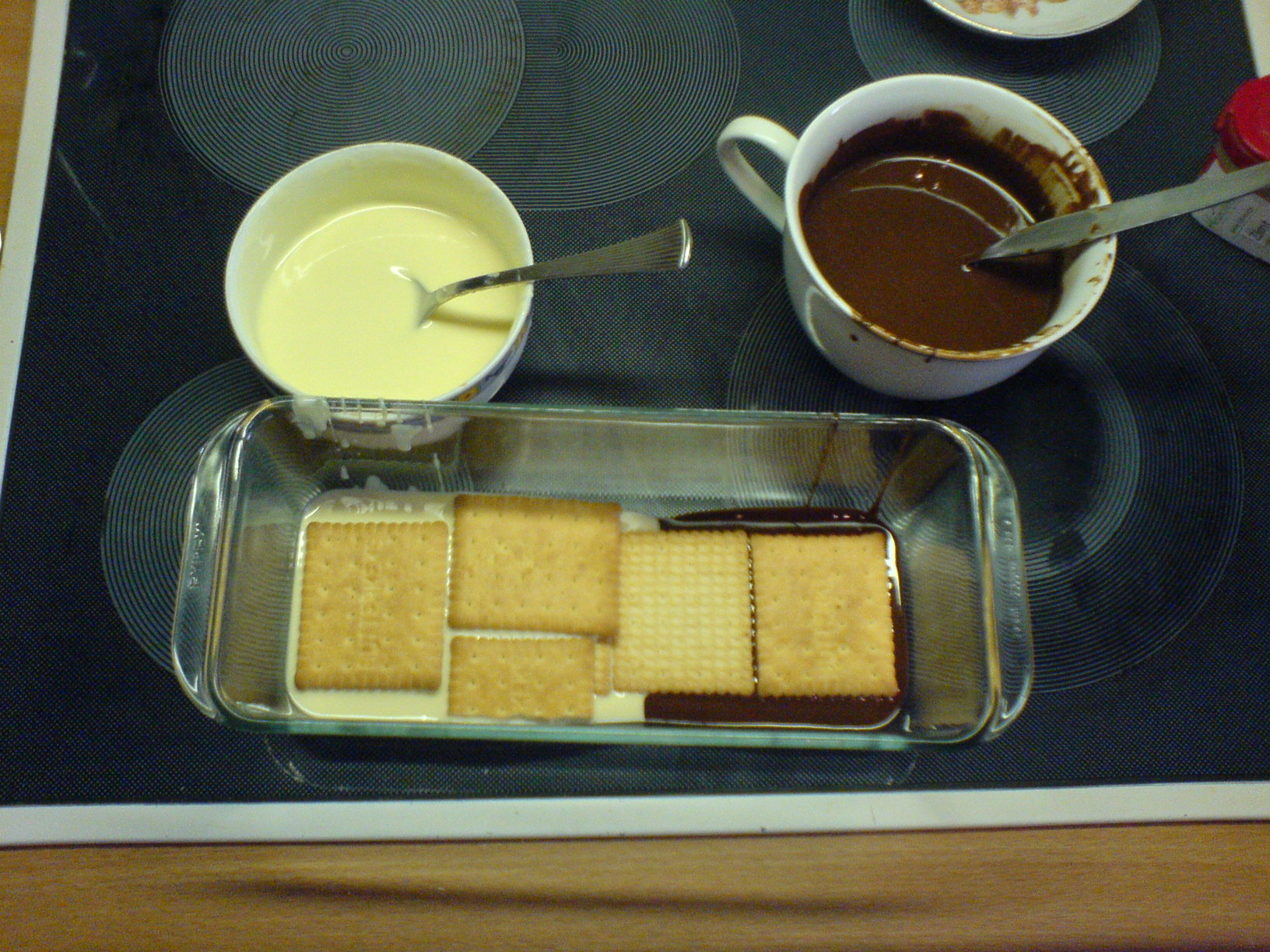
Zweifarbiger Kalter Hund
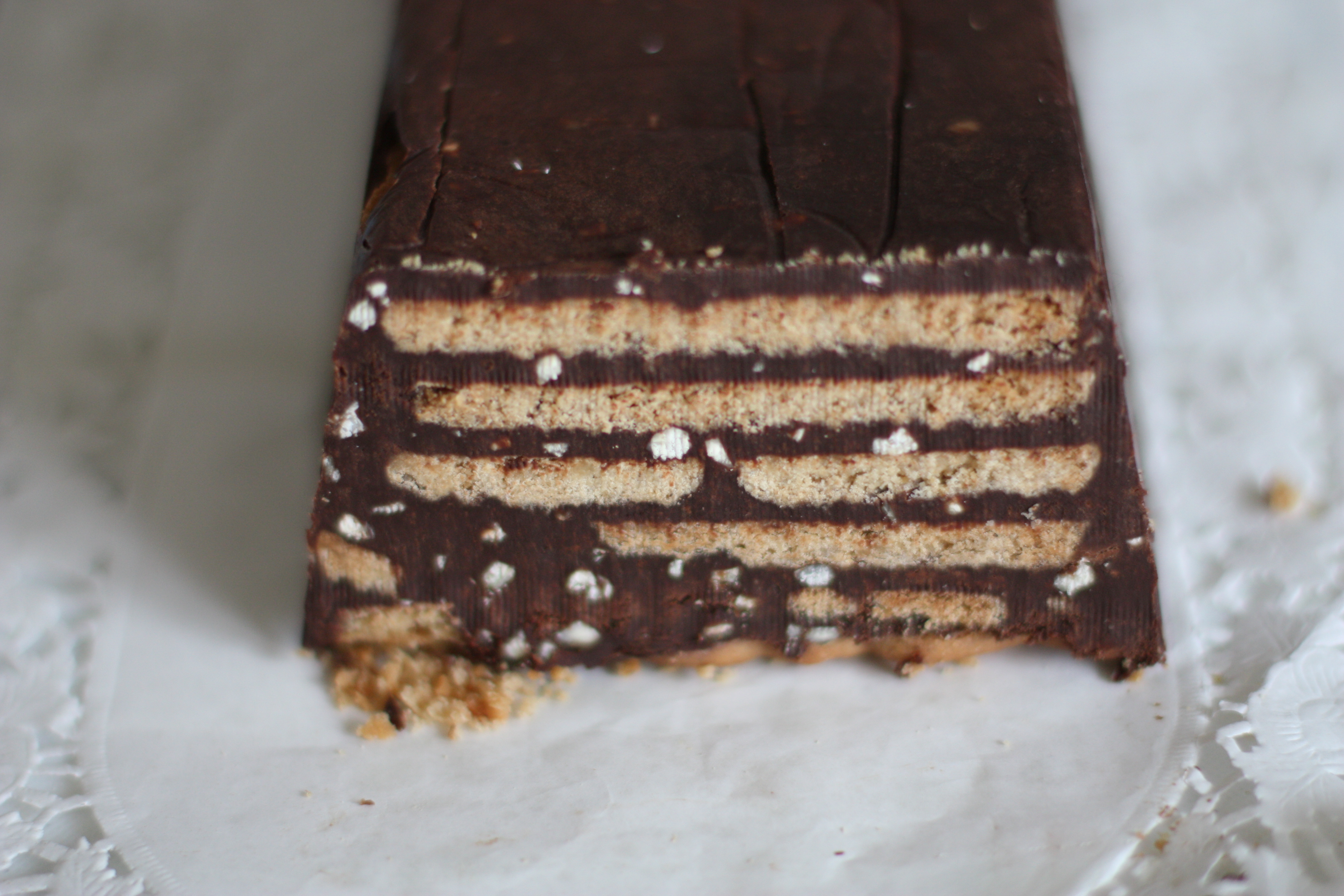
Weihnachtsversion: Kalter Hund mit Spekulatius

## Bezeichnungen
Die Schokoladenmasse ähnelt der des Eiskonfektes und nutzt wie dieses den kühlenden Effekt des Kokosfettes beim Schmelzen auf der Zunge, wodurch sich das Attribut „kalt“ in den diversen Bezeichnungen erklärt. Der Name Kalter Hund leitet sich einerseits von den Grubenhunten im Bergbau ab, deren Kastenform an eine Backform erinnert, und andererseits von dem Abkühlen, heute meist im Kühlschrank; die Variante Kalte Schnauze verweist darauf, dass die Oberfläche an die feuchte Schnauze eines Hundes erinnert. Allerdings gab es bereits in der Soldatensprache des Ersten Weltkriegs den Begriff kalter Hund für eine Speise aus Brot, Kaffee und Zucker. Kalter Igel ist eine Variante, bei der die Oberfläche durch hineingesteckte Mandelblättchen (oder -stifte) verziert wird.
Demgegenüber sind Kekstorte und Kalte Torte eher Euphemismen für diesen vergleichsweise einfachen Kuchen.
Die Bezeichnung Kellerkuchen entstand, da bis in die 1960er-Jahre der Kuchen über Nacht zum Abkühlen in den Keller gestellt wurde.
Synonym wird auch der Begriff Schwarzer Keksbass verwendet. Dieser wird aufgrund des kompakten schwarzen Aussehens dieses Kuchens vornehmlich in ländlichen Gegenden verwendet.
Lukullus ist wohl von dem römischen Feinschmecker Lucius Licinius Lucullus abgeleitet.